# Rördalsvägen
Rördalsvägen är en bebyggelse öster om Bohus i Ale kommun. Från 2020 avgränsar SCB här en småort.